# Palazzo Prosperi-Sacrati
Pour les articles homonymes, voir Prosperi.

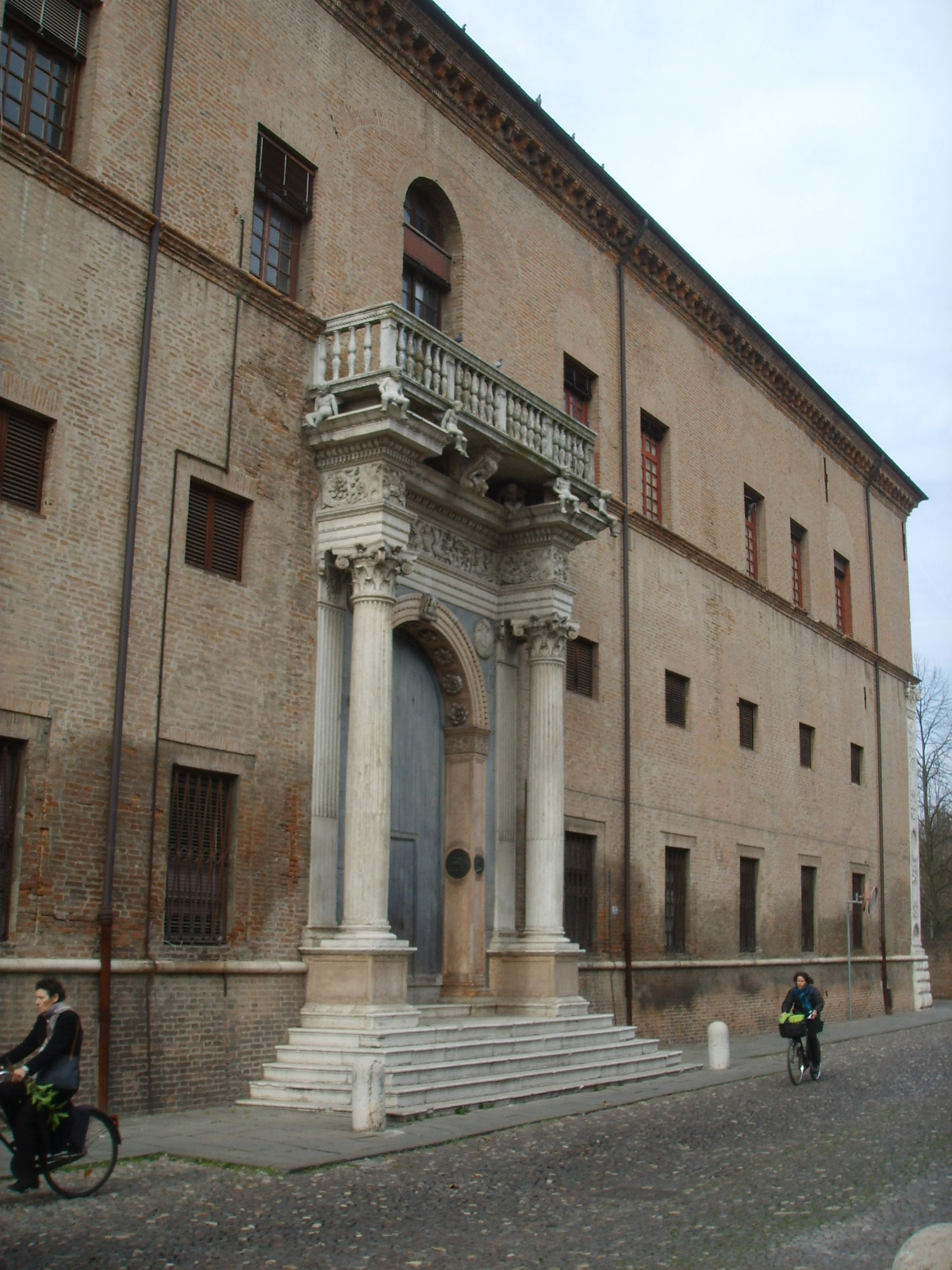
Vue oblique de la façade et du portail.

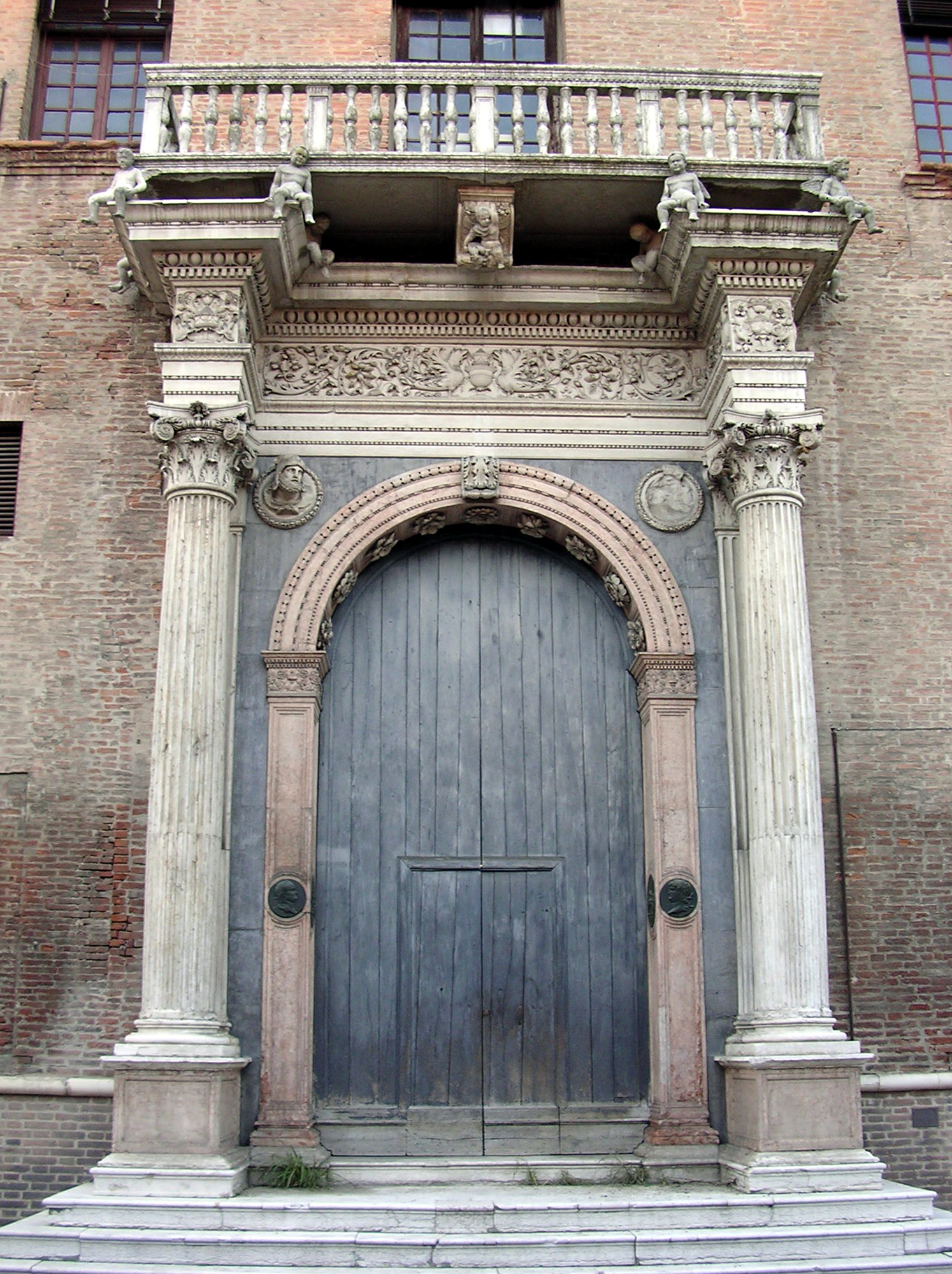
Le portail de face.

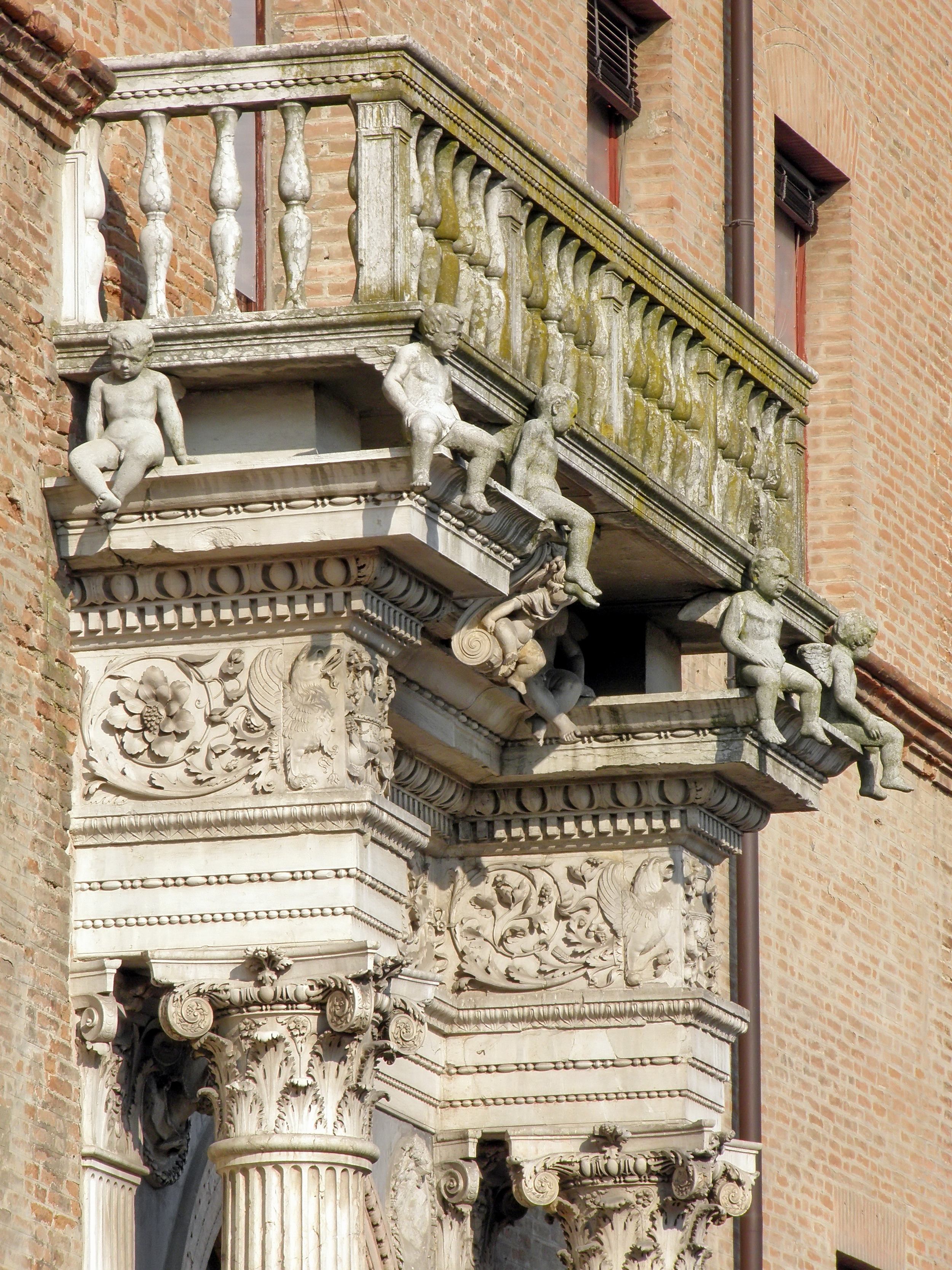
Détails du balcon.

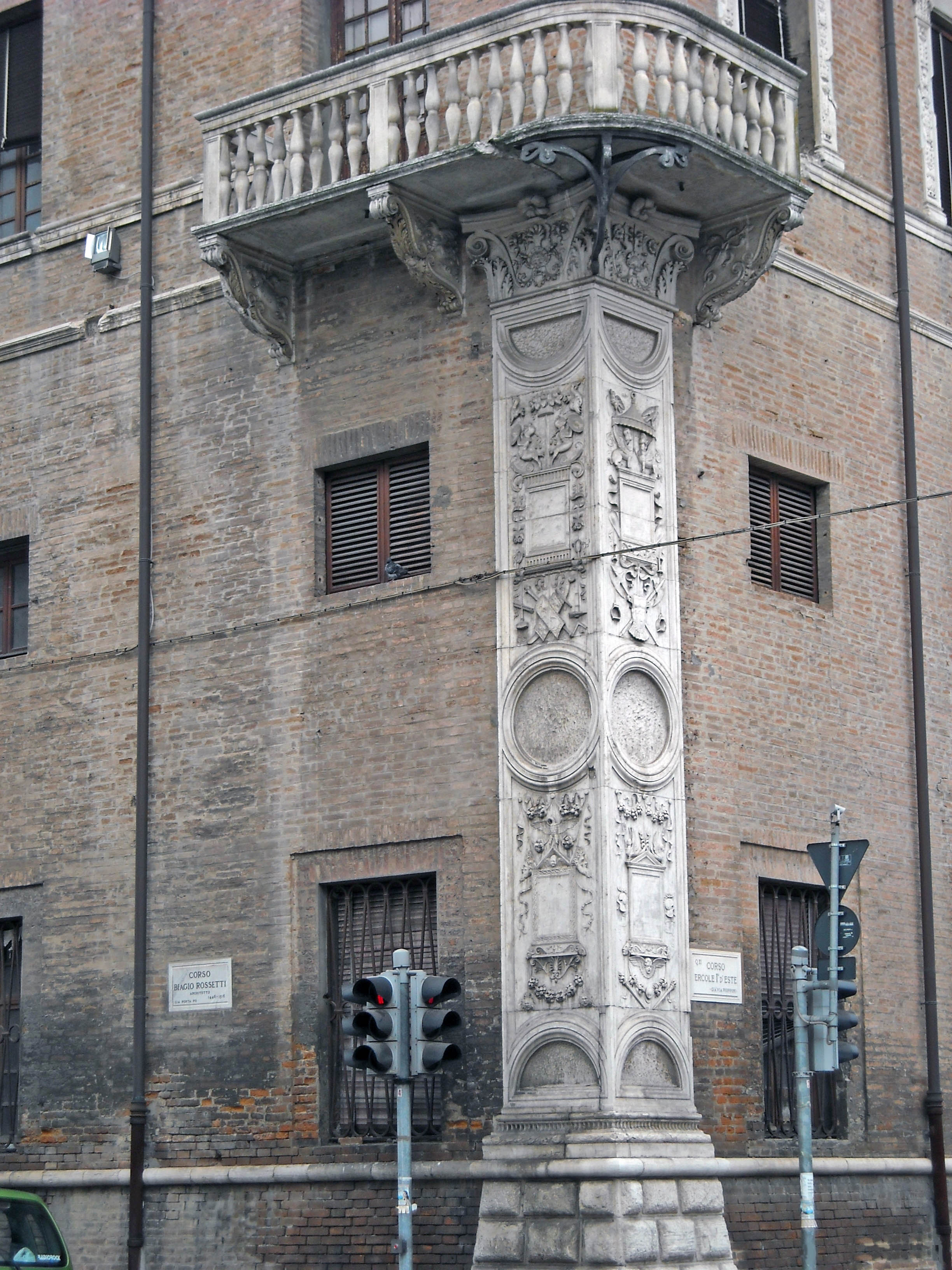
Le pilastre cornier du palais.

Le palazzo Prosperi-Sacrati est un important édifice situé dans le centre historique de la ville de Ferrare en Émilie-Romagne.
Il est un des principaux palais construits sur l'axe majeur de l'Addizione Erculea lors de l'important plan d'urbanisme de 1492.

## Le palais
D'aspect plus austère que le proche palazzo dei Diamanti, il a toutefois marqué des personnages célèbres tels Giosuè Carducci. Construit dans un  style typiquement Renaissance ferraraise, il présente sur des façades en briques rouges un pilastre d'angle et un balcon de marbre blanc dignes d'intérêt. Mais sa caractéristique la plus marquante est le monumental portail de style vénitien donnant sur le Corso  Ercole I d'Este ; le portail entouré de hautes colonnes cannelées est surmonté d'un balcon de marbre blanc soutenu par des putti  assis sur un entablement sculpté de frises. Au-dessus de l'entrée, de chaque côté de l'arc de la porte se trouvent deux médaillons sculptés en ronde-bosse dont un représente le buste d'Hercule avec la peau du lion de Némée, claire référence au palais, d'Hercule Ier d'Este.
Durant la Renaissance et tout le XVIIe siècle, le palais possédait un grand brolo (jardin de la Renaissance) qui abrite aujourd'hui le laboratoire éducatif d'archéologie Nereo Alfieri géré par l'Arch'è, une association culturelle ayant son siège dans les locaux du lycée classique Ludovico Ariosto et qui s'occupe de la protection et de la conservation du patrimoine culturel.

Photo par Paolo Monti, 1981
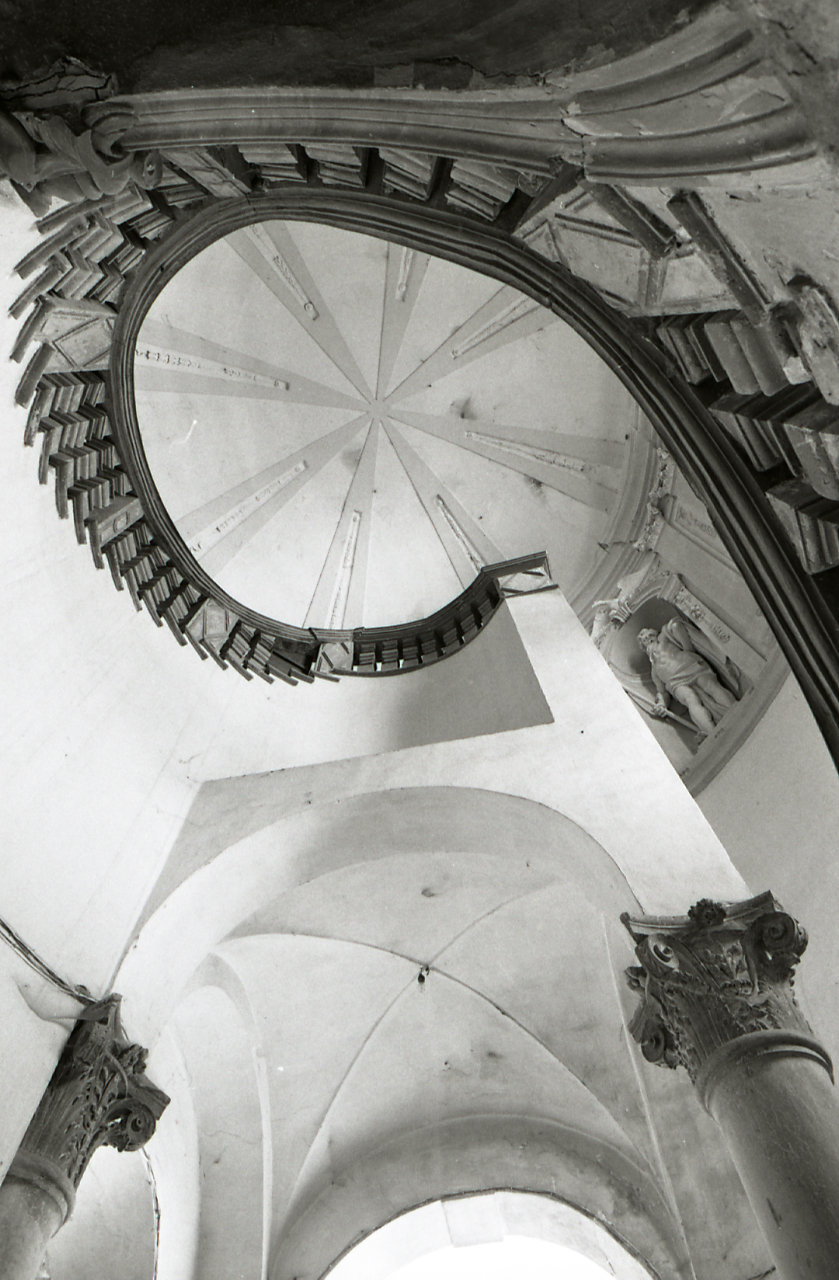
Intérieur.
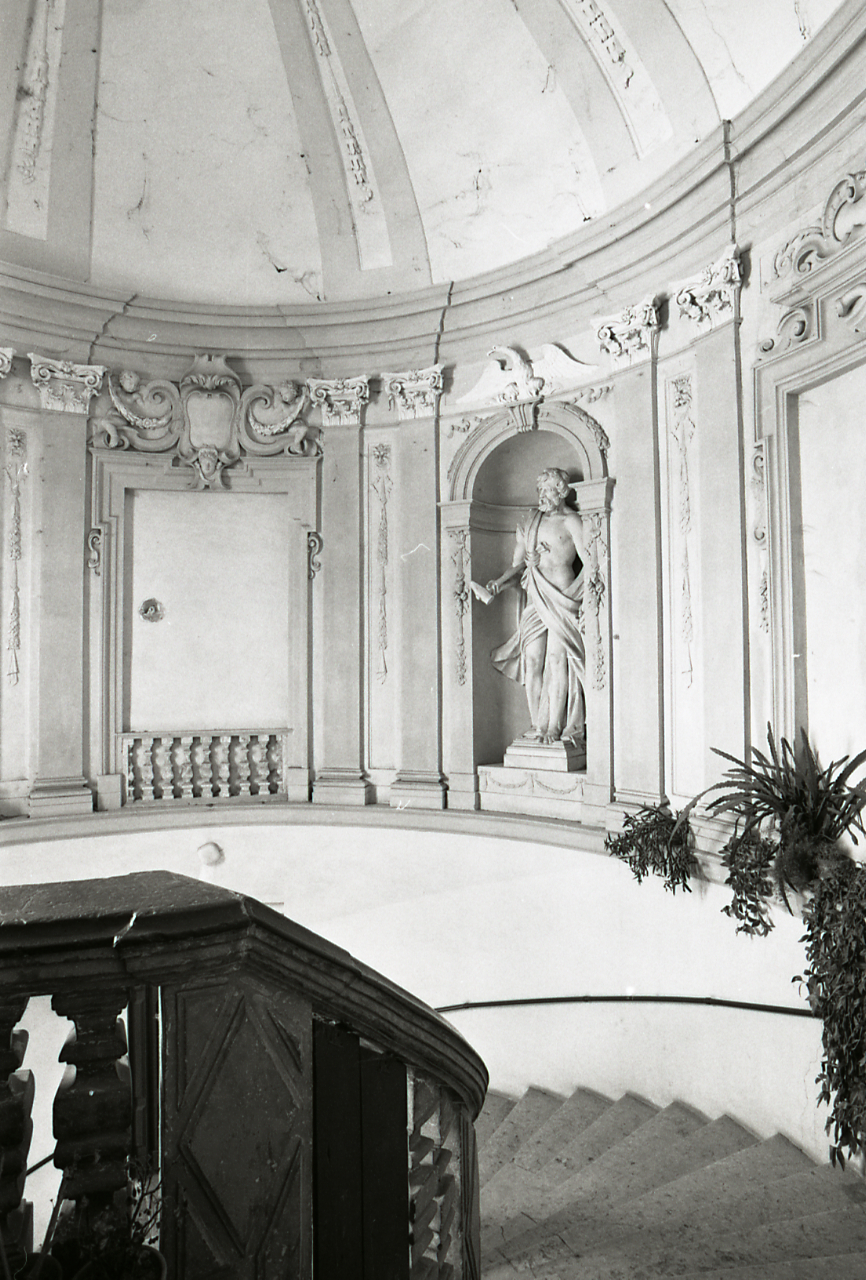
Détails de l'escalier.

## Histoire
Il est le palais le plus ancien de l'addizione Erculea. Construit par le médecin personnel d'Hercule Ier d'Este, Francesco Castello, il est achevé en 1513-1514. Au XIXe siècle, il subit diverses modifications comme  l'ajout d'un balcon sur le Quadrivio degli Angeli.
Ses propriétaires ont longtemps été les familles nobles Prosperi et Sacrati jusqu'à ce qu'il soit vendu à l'État qu'il a utilisé aussi (avec certaines critiques) comme logement pour des familles de militaires. En 1997, le bâtiment est vendu par le ministère de la Défense à la ville de Ferrare, mais la procédure de cession n'est pas encore effective. Le projet serait de l'utiliser comme parcours muséal en complément de la pinacothèque nationale de Ferrare.

### Autres projets
- Notices d'autorité :   - VIAF

## Crédit d'auteurs
- (it) Cet article est partiellement ou en totalité issu de l’article de Wikipédia en italien intitulé « Palazzo Prosperi-Sacrati » (voir la liste des auteurs).